# AeroVelo Atlas
Der AeroVelo Atlas ist ein kanadischer Muskelkraft-Hubschrauber.

## Geschichte

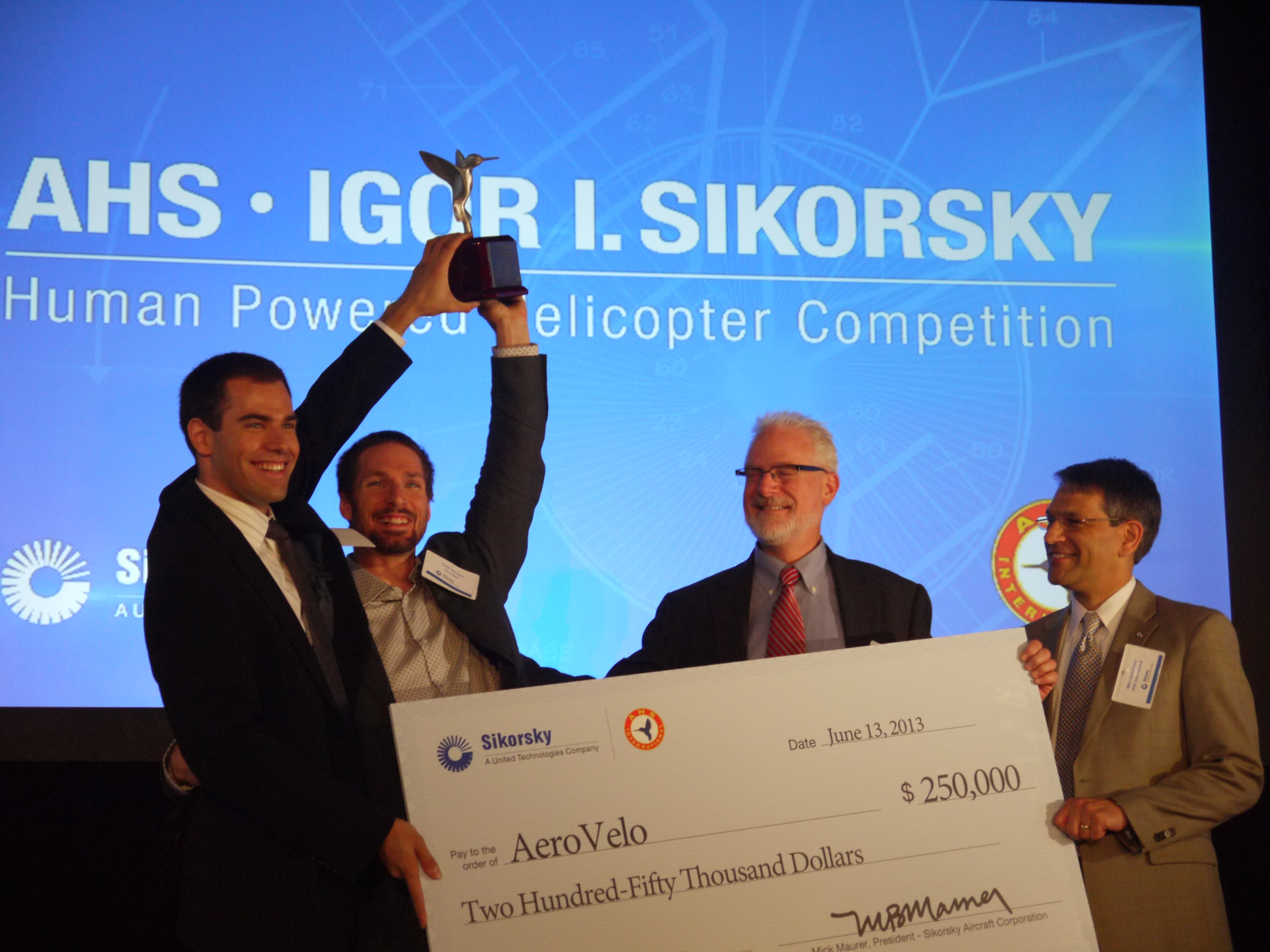
Preisverleihung

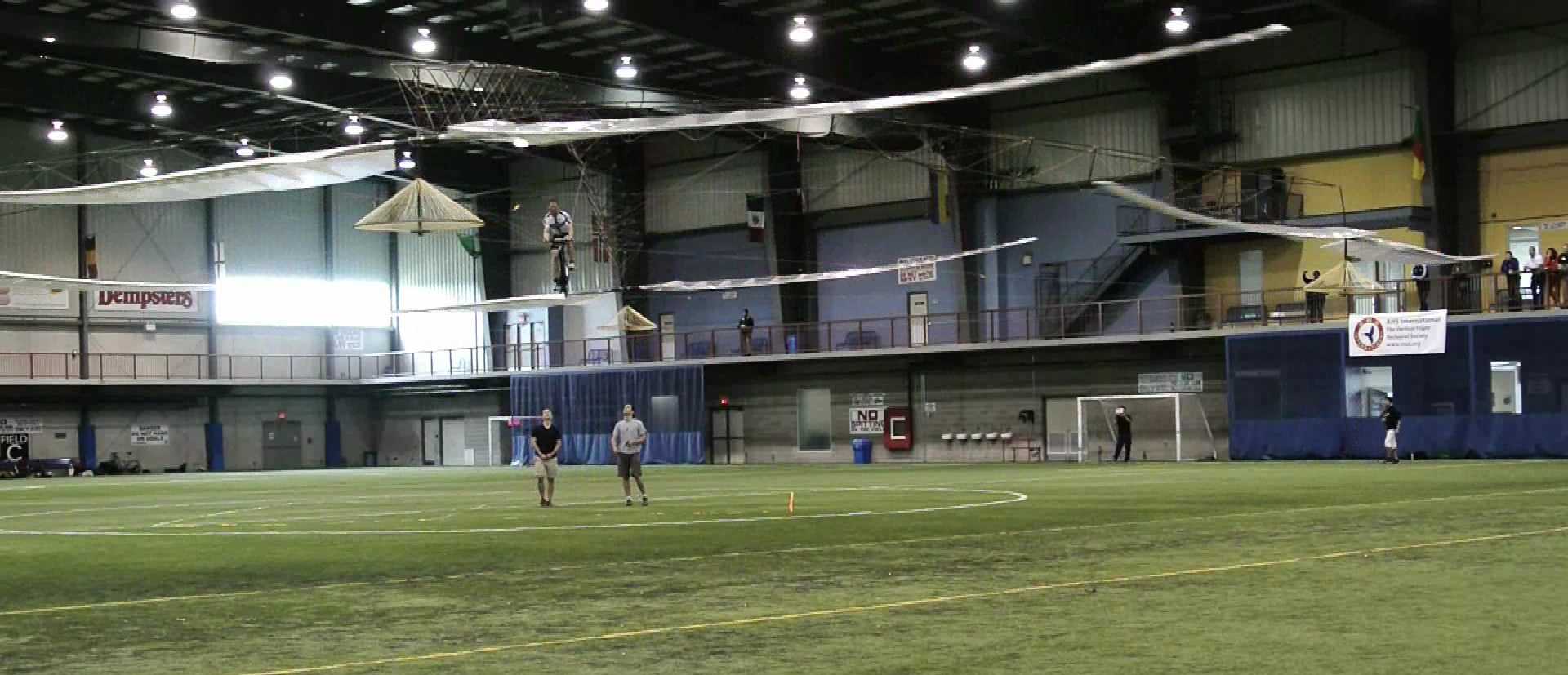
Der AeroVelo Atlas im Flug

Die kanadischen Ingenieure Todd Reichert und Cameron Robertson entwarfen zusammen mit Studenten und Absolventen der University of Toronto Anfang 2012 im Rahmen des Projekts Aerovolo die Auslegung eines Muskelkrafthubschraubers, mit dem der mit 250.000 USD dotierte AHS Sikorsky Prize gewonnen werden sollte. Die für den Erfolg wesentliche Auslegung der Rotoren war Ende April 2012 abgeschlossen und am 28. August 2012 fand der Erstflug statt.
Todd Reichert führte den entscheidenden Flug am 13. Juni 2013 mit einer Flughöhe von bis zu 3,3 Metern und 64 Sekunden Dauer aus.

## Konstruktion
Die vier Rotoren sind an den Auslegern eines X-förmigen Gitterrohrrahmens aus kohlenstofffaserverstärktem Kunststoff (KFK) angeordnet. Für den Antrieb und die Steuerung hängt unterhalb des Rahmenkreuzes ein umgebautes Rennrad. Die Rotoren bestehen aus Flügelholmen aus KFK, Rippen aus Balsaholz und einer Bespannung mit biaxial orientierter Polyester-Folie („Mylar“).
Wegen ihrer Größe sind die Rotoren bei der in den Preisbedingungen geforderten Höhe noch im Bereich des Bodeneffekts. Dieser Effekt vergrößert gegenüber einem Betrieb in freier Luft den Auftrieb. Er trägt damit dazu bei, dass der Flug trotz der durch die menschliche Physis begrenzten Leistung möglich ist.

## Technische Daten
| Kenngröße        | Daten  |
| ---------------- | ------ |
| Besatzung        | 1      |
| Länge            | 46,4 m |
| Rotordurchmesser | 10,2 m |
| Höhe             | 3,7 m  |
| Leermasse        | 55 kg  |